# One Less Lonely Girl
One Less Lonely Girl is een single uit 2009 van Justin Bieber. Het nummer is afkomstig van Justin Biebers album My World.

## Tracklist
- 'One Less Lonely Girl' - 3:48

## Hitnotering
| Land / Regio        | Hitlijst (2009–2010) | Positie |
| ------------------- | -------------------- | ------- |
| Vlaanderen          | Ultratop 50          | 25      |
| Australië           | ARIA Charts          | 82      |
| Canada              | Canadian Hot 100     | 10      |
| Duitsland           | Musikmarkt Top 100   | 22      |
| Oostenrijk          | Ö3 Austria Top 40    | 54      |
| Verenigd Koninkrijk | UK Singles Chart     | 62      |
| Verenigde Staten    | Billboard Hot 100    | 16      |
| Verenigde Staten    | Mainstream Top 40    | 21      |

### Verkoop
| Land             | Provider | Certification(s) |
| ---------------- | -------- | ---------------- |
| Verenigde Staten | RIAA     | Platinum         |